# Erdélyi Nemzeti Múzeum
Az Erdélyi Nemzeti Múzeum vagy Erdélyi Múzeum, alapításkori hivatalos nevén Erdélyi Országos Múzeum 1859-ben alapított, az Erdélyi Múzeum-Egyesület által működtetett intézmény. Létrejöttében gróf Mikó Imre játszott döntő szerepet. A kolozsvári székhelyű múzeum gyűjteményei (könyvtár, régiség- és éremtár, természettudományi gyűjtemény, füvészkert) az 1872-ben alapított tudományegyetem használatába kerültek a tulajdonjog fenntartása mellett. 1919-től a gyűjtemények a román I. Ferdinánd Király Tudományegyetem birtokába kerültek, jogi helyzetük azonban nem rendeződött. 1950-ben az Erdélyi Múzeum-Egyesület megszüntetésével a gyűjtemények a kommunista román állam birtokába jutottak. A rendszerváltás után újjáalakult egyesület vezetősége több alkalommal kinyilvánította, hogy a gyűjteményeket továbbra is saját tulajdonának tekinti.

## Története

### Előzmények
A ritkaságok, illetve könyvek gyűjtését a gazdag főurak, valamint iskolák kezdték el, gyakran külföldi példák nyomán. Ezeket még a 17. században ritkaságok háza névvel illették. Nagyszebenben már a 15. században létezett iskolai tudományos gyűjtemény, a kézdivásárhelyi római katolikus gimnázium régiségtára és természetrajzi gyűjteménye 1695-ben alakult, a marosvásárhelyi református kollégium régiségtára 1718-ban. Az 1730–1740-es években a nagyenyedi kollégiumban is elkezdődött egy kis házi múzeum kialakítása, amelynek numizmatikai gyűjteményét Ajtai Mihály alapozta meg, de különálló múzeum kialakítására csak Benkő Ferenc idején került sor. Ezek azonban a mai értelemben nem voltak közgyűjtemények, hanem elsősorban az illető iskola tanárai használták. Számos intézményben a régiségtárat, illetve a természettudományos gyűjteményt a könyvtár részének tekintették.
A 18. században az Aranka György nevéhez fűződő Erdélyi Magyar Nyelvmívelő Társaság elsődleges céljai – a nyelv művelése, a színészet támogatása, könyvtárak létesítése – mellett múzeumok felállítását is javasolta, és el is kezdték a gyűjtemények kialakítását, de a társaság 1810-ben anélkül szűnt meg, hogy céljait megvalósította volna. A következő kísérlet Döbrentei Gábor nevéhez fűződik; az általa 1818-ban kezdeményezett „nemzeti nyelvmívelö és tudományos társaság” ötletét az erdélyi arisztokrácia is támogatta. A társaság, amely többek között tervezte az Aranka-féle gyűjtemény elhelyezését is, az uralkodó engedélyének hiányában nem alakult meg.
Az 1798-ban Batthyány Ignác római katolikus püspök által alapított Batthyáneumnak a könyvtár mellett része volt egy régiségtár, illetve természetrajzi gyűjtemény is. Az alapító ugyan közhasználatra szánta, azonban a nagyközönség számára nagyrészt hozzáférhetetlen maradt, és az alapító halála után nem is gyarapodott.
1829-ben Bölöni Farkas Sándor benyújtott egy tervezetet a bécsi Erdélyi Udvari Kancelláriának, amelyben egy erdélyi múzeum létesítését javasolta. A múzeum hivatalos kötelespéldányokból, intézmények letétéiből, az Aranka-féle kéziratokból és adományokból gyűjtötte volna össze anyagát. A terv a hivatalos körök érdektelenségén bukott el.

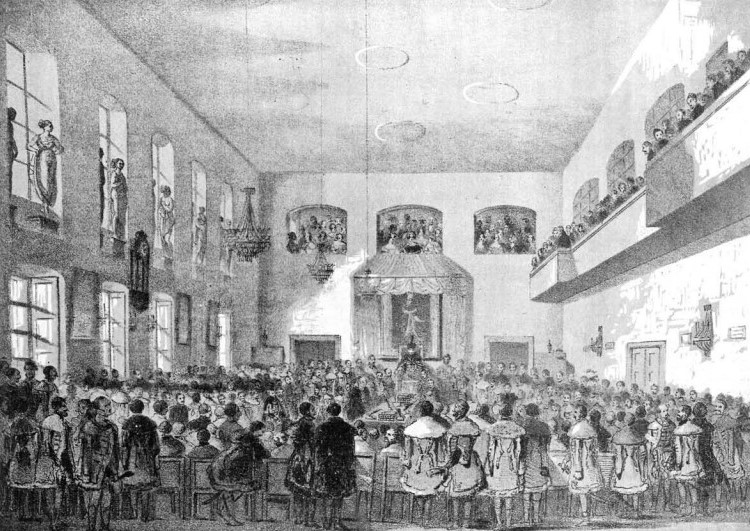
Az 1841-es erdélyi országgyűlés megnyitása

1837-ben Kemény József felajánlotta gyűjteményeit egy megalakítandó erdélyi múzeum javára, 1840-ben pedig unokatestvére, Kemény Sámuel is ugyanígy nyilatkozott. 1841. február 25-én a Küküllő vármegyei gyűlésre levelet írtak, mely szerint történeti, földrajzi és statisztikai kéziratgyűjteményüket és több mint 15 000 kötetes könyvtárukat valamint ásványgyűjteményeiket a Kolozsváron létesítendő intézménynek adományozzák, levelüket azonban nem olvasták fel. Ekkor Kolozs vármegye rendeihez fordultak, és levelüket az Erdélyi Híradó is közzétette. Gyulay Lajos szintén felajánlotta ásványgyűjteményét. A javaslat jó fogadtatásra lelt, és a megyék utasították országgyűlési követeiket, hogy a soron következő országgyűlésen szorgalmazzák a múzeum felállítását. 
Az 1841. november 11-én megnyitott országgyűlésen határozatot hozott a múzeum létesítéséről; a határozatot további felajánlások követték (Eszterházy János örököse, Teleki József kormányzó, Lészay Dániel, Degenfeld Ottó, Imre és Pál, Woititz József, Goró Lajos, Kovács Miklós katolikus püspök, ifj. Wesselényi Farkas, Reinbold Ignác, Ágota János, Barra István). Az országgyűlés határozatát, amely szerint a Museum Ferdinandaeum székhelye a kolozsvári Bánffy-palota legyen, 1843. január 13-án terjesztették fel az uralkodónak megerősítésre. Az országgyűlés a múzeum érdekében adót vetett ki a magyar és székely birtokokra; az erdélyi szászok tiltakoztak a kirovás ellen. Az előterjesztés soha nem emelkedett törvényerőre. 1848. november 28-án román felkelők feldúlták Kemény János aranyosgerendi kúriáját és részben megsemmisítették gyűjteményét; a Lészay Dániel által felajánlott érem- és régipénz-gyűjteményt egy hozzá beszállásolt orosz tiszt fosztotta ki. A szabadságharcot követő időszak pedig nem kedvezett a múzeumállítási gondolatnak.

### Megalakulásától 1872-ig

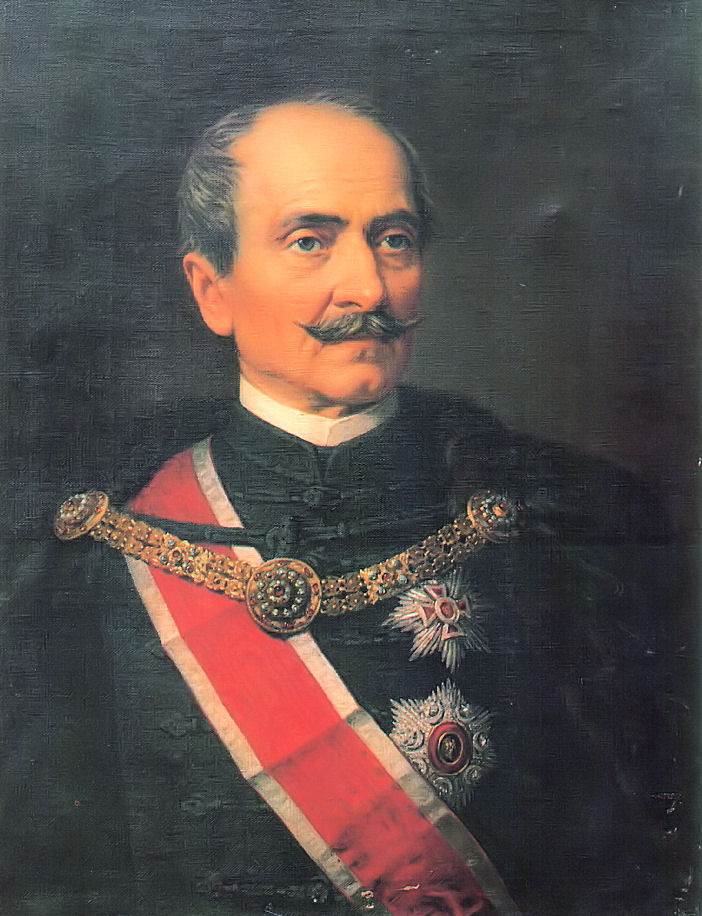
Mikó Imre

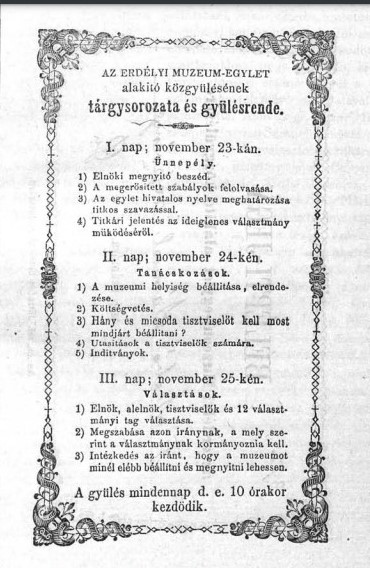
Az egyesület alakuló gyűlésének napirendje

Kőváry László 1852-ben kiadott könyve (Erdély Régiségei) előszavában ismét szóvá tette a múzeum létesítését; személye azonban nem volt eléggé tekintélyes ahhoz, hogy mozgalmat szervezhessen. Mikó Imre, aki már az 1841–1843-as országgyűlésen az erdélyi múzeum működési tervezetét és szabályzatát véglegesítő albizottság elnökeként is részt vett, 1854 végén vagy 1855 elején meglátogatta Gerenden Kemény Józsefet, és ekkor határozta el az Erdélyi Múzeum-Egyesület megalapítását. Mikó szerette volna elérni, hogy a nagy történetíró hagyatéka Erdélyben maradjon, így a múzeumalapítás Kemény 1855. szeptember 12-én bekövetkezett halálával sürgetővé vált.
1856. március 31-én és április 10-én jelent meg a Kolozsvári Közlöny mellékletében Mikó szózata az Erdélyi Múzeum-Egyesület ügyében. Az előzmények ismertetése után közzétette felhívását, és egyben felajánlotta kolozsvári nyári kastélyát a hozzá tartozó 10 holdas kerttel a múzeum számára. Mikó írása visszhangra talált, Kolozsváron és más erdélyi városokban is gyűjtések indultak a múzeum javára.
A szervezőmunka során három feladatot kellett végrehajtania: a Kemény-hagyaték Erdélyben tartását, az erdélyi magyar és magyarországi közönség támogatásának megszerzését, a bécsi kormány engedélyének kieszközlését. Szervezőbizottságot hozott létre, amely kidolgozta és 1856. május elején elfogadta az egyesület szabályzatát, majd május 26-án kihallgatáson ismertette az uralkodóval a múzeum felállítására vonatkozó kérést. A bécsi kormányzat 1856 májusa és 1859 novembere között számos módosítást kért a tervezetben, mivel gyanúsnak találták a kezdeményezést. A bécsi hivatali ügyek intézésével párhuzamosan Mikó folytatta az egyesület szervezését és az anyagok gyűjtését. Sikerült elérnie, hogy a Kemény-gyűjteményt ne szállítsák el a Magyar Nemzeti Múzeumba, és megszerezte Aranka György hagyatékát is. 1857. május 3-án az Erdélyi Múzeum-Egyesület első közgyűlése elfogadta az egyesületnek a bécsi elvárások szerint módosított alapszabályát. Szeptemberben Mikó Bécsbe utazott, hogy az uralkodóval megerősíttesse az alapszabályt, de Ferenc Józseffel nem sikerült találkoznia. Az engedélyezésre végül csak két év múlva, 1859 szeptemberében került sor.
A hivatalos jóváhagyás után az egyesület alakuló közgyűlését 1859. november 23–26. között tartották meg a kolozsvári Redut nagytermében. Az egyesület múzeuma az Erdélyi Országos Múzeum nevet kapta, de emlegették Erdélyi Múzeumként is, és csak az 1900-as évek elején kezdték használni az Erdélyi Nemzeti Múzeum elnevezést.
Megalapításakor a múzeum anyaga 15 439 könyvből, 1083 oklevélből és kéziratból, 128 arany-, 2841 ezüst-, 1738 bronzéremből, valamint 10 092 darab különböző régészeti tárgyból, természeti ritkaságból, ásványból, kövületből, állatból és növényből állt. A múzeum első igazgatója (akkori szóhasználattal őre) Brassai Sámuel volt. Az egyesület alapításkori vagyona 192 617 forint volt, amelyből 5142 forintot évenkénti 5 forintos befizetésekkel vállaltak teljesíteni a tagok a következő tíz évben. Az egyesület becsült éves jövedelme 10 142 forint volt; az első évre 8585 forintos költségvetést szavaztak meg a tisztviselők díjazására és a gyűjtemény gyarapítására. A felajánlott vagyon begyűjtése azonban a hiányos tagnyilvántartás miatt nem volt egyszerű feladat, így 1860 végéig az adományok mintegy kétharmadát sikerült összeszedni.
Az első időszak fő feladata a gyűjtemények rendszerezése és elhelyezése volt. A több mint kétezer-ötszáz adományozótól származó, részben nem múzeumba illő tárgyak osztályozásához a múzeumi személyzet jelentős erőfeszítése kellett. Először a könyvtár nyílt meg 1860 júniusában Bethlen Sándor Farkas utcai palotájának földszintjén, mert a Mikó-villa felújítása és múzeummá alakítása még folyamatban volt. 1863 végén a természettudományi gyűjtemények, illetve az addig a könyvtárhoz rendelt érem-és régiségtár átköltözhettek a Mikó-villába.
A múzeum alapításakori lelkesedés egy idő után elhalt, mert a viszonylag szabadabb politikai légkörben, a beinduló pártpolitikai életben a múzeum eszméje már nem volt olyan vonzó, mint az önkényuralom idején. Az egyesület taglétszáma a kezdeti 896-ról száz alá csökkent, a tagdíjak és beígért adományok kifizetése akadozott. A múzeum helyszűkével küszködött, de sem nagyobb épület bérletére, sem építésre nem futotta a rendelkezésre álló forrásokból. 1868-ban az egyesület azzal a 250 000 forint egyszeri támogatást kért a magyar országgyűléstől egy új múzeumépület létesítésére és berendezésére; a kérést azzal indokolták, hogy az 1841-es erdélyi országgyűlésnek nem volt módja beváltani a múzeumalapításra tett ígéretét. Miután 1869. július 7-én betörés történt az érem- és régiségtárban, az egyesület ismét a képviselőházhoz fordult; egyik próbálkozás sem járt sikerrel. A kultuszminiszter ugyan felvett a tárca költségvetésébe egy évi 10 000 forintos támogatást az egyesület számára, de ezt a pénzügyi bizottság töröltette. Közben lejárt az a tíz év, amelyre az alapító részvényesek vállalták a befizetéseket, így az egyesület anyagi helyzete kritikussá vált.

### 1872–1919

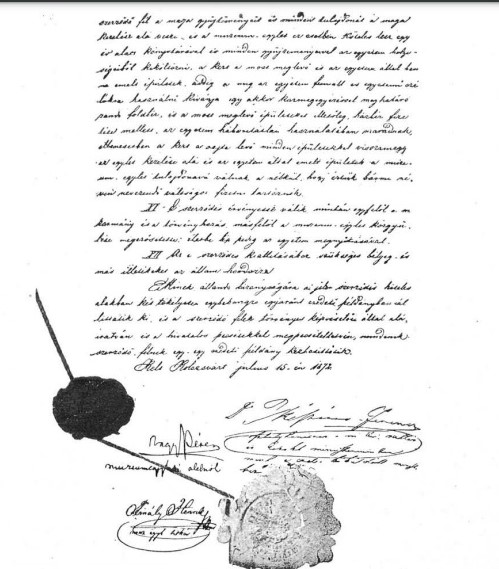
Az Erdélyi Múzeum-Egyesület és a kolozsvári egyetem által 1872-ben kötött szerződés utolsó oldala

A Kolozsvári Tudományegyetem 1872-es megalapítása változást hozott az egyesület gyűjteményeinek helyzetében. Az egyesület az egyetem használatára bocsátotta a gyűjteményeket, és vállalta, hogy a gyűjtemények bővítésében figyelembe veszi az egyetem szempontjait; az állam, illetve egyetem kötelezte magát, hogy a gyűjteményeknek díjtalanul helyet biztosít, és használatukért évente 5000 forintot fizet. A gyűjtemények fenntartását és gyarapítását az egyesület és az egyetem megosztva finanszírozták. Az erre vonatkozó, ötven évre kötött szerződést Pauler Tivadar vallás- és közoktatásügyi miniszter 1872. augusztus 2-án írta alá. A szerződés többek között azt is kikötötte, hogy a Múzeum-Egyesület tulajdonát képező gyűjteményeket vagy annak részeit nem lehet elvinni Kolozsvárról. A gyűjteményeket a nagyközönség egyes napokon látogathatta. 1895-ben az egyetemi építkezések megindulásakor a szerződést felülvizsgálták, és az egyesület ellenérték nélkül az állam tulajdonába adta a Mikó-kertet a gyűjtemények elhelyezése céljára.
Ugyanakkor az egyetem megalakulásával az egyesület munkálkodásának súlypontja, amely kezdetben a múzeumalapítás volt, áttevődött a tudományos munkásságra. A múzeum már nem cél, hanem eszköz volt az akadémiai gondolat megvalósításában. Az egyesület önálló szakosztályai az akadémiai munkásság hívei voltak, az eredeti múzeumi eszmét a gyűjtemények igazgatói képviselték. Az 1905-ös közgyűlésen elfogadott új alapszabály kompromisszumot jelentett a két irányzat között.
1905-től kezdve az egyesület rendszeres állami támogatásban részesült, amelyet kizárólag múzeumi célokra lehetett fordítani; ezen felül több ízben is kaptak rendkívül segélyt a gyűjtemények gyarapítására. Az első világháborúig terjedő időszakban a levéltár anyaga megtízszereződött, a régi magyar könyvtár és a régiségtár kétszeresére bővült; az állat- és növénytár új épületet kapott.

### 1919–1940
Az első világháború végén, 1919. május 12-én a román hatóságok átvették az egyetemet és vele együtt a múzeumi gyűjteményeket is. Az Erdélyi Múzeum-Egylet álláspontja szerint a magyar állammal kötött bérleti szerződés a Ferenc József Tudományegyetem Szegedre költözésével hatályát vesztette, a román állam azonban nem vette figyelembe az egyesület tulajdonjogát. A román hatalomátvétel után a működésében erősen korlátozott egyesület sorozatos tárgyalásokat folytatott az állammal, és felajánlotta, hogy anyagi kártalanítás fejében átadja egyes gyűjtemények tulajdonjogát, de a szerződés végül nem jött létre. A gyűjtemények magyar igazgatóit leváltották, viszont az ott dolgozó szakemberek egy ideig tovább folytathatták munkájukat, számuk azonban fokozatosan csökkent. Az új román igazgatók – az ásványtár kivételével – szakszerűen jártak el a gyűjtemények korszerű kezelése érdekében; munkájukat az Erdélyi Múzeum-Egyesület csekély erőforrásaihoz mérten anyagilag támogatta.
Az egyetem által használt gyűjteményekre alapozva 1919-ben az egyes tanszékekhez kapcsolódóan megalakult az ásványtani múzeum, az őslénytani és rétegtani múzeum, valamint a növénytani múzeum. Az 1934/35-ös tanévben az állattani múzeum épületét felújították, és egy emelettel bővítették. 1937-ben megnyílt a nagyközönség számára a történelmi múzeum; ugyanebben az évben avatták fel a növénytani múzeum új épületét a botanikus kertben.

### A második világháború alatt és után
A második világháború alatti második bécsi döntést követően az Erdélyi Múzeum-Egyesület és az Erdélyi Nemzeti Múzeum kedvezőbb körülmények között működhetett. A magyar vallás- és közoktatásügyi minisztérium tekintélyes bérösszeget – 1941-ben 100 000 pengőt – biztosított a működésre, ezen kívül államsegélyt is helyeztek kilátásba. Az új alapszabály-tervezet szerint az egyesület célja „az Erdélyi Nemzeti Múzeum fenntartása, fejlesztése, gyűjteményeinek tudományos féldolgozása, a tudományok művelése, a honismeretnek és általában a magyar tudományosságnak és közművelődésnek előmozdítása.” 1942-ben a múzeum több tára is megnyílt a nagyközönség számára, és egy kivételével mindegyik tárban folyt a rendezés és leltározás. 1943-ban a tárak anyaga jelentősen gyarapodott részben saját gyűjtés, részben vásárlás, részben egyéni és családi letétek révén. A háború miatt a levéltár anyagát, valamint a kézirattár és történeti tár legértékesebb darabjait biztos helyre szállították. A többi anyag részben szükségóvóhelyekre került, a természettudományi táraknak azonban még szükségóvóhelyet sem tudtak biztosítani.
1949-ben a nyilvánosságra nem hozott 86311/49. számú igazságügyi miniszteri rendelettel az Erdélyi Múzeum-Egyesületet – több más polgári jellegű intézménnyel együtt – feloszlatták. Az egyesület intézőbizottsága 1950. február 12-én jelentette be az egyesület megszűnését, és felkérte a Magyar Népi Szövetséget és a Bolyai Tudományegyetemet, hogy „a volt Erdélyi Múzeum-Egyesület egykori tulajdonát képező tudományos gyűjtemények sorsának elrendezése rendjén a Román Népi Köztársaság magyar tudományosságának érdekeit képviseljék, mint arra hivatottak”, a felkért intézményeknek azonban erre nem volt módjuk. A gyűjtemények, a levéltár kivételével, az egyetemi intézetek birtokában maradtak, majd egy részük átkerült állami intézmények kezelésébe. A levéltárat 1974-ben az Állami Levéltár kolozsvári fiókja vette át, majd a Securitate kezébe került, és elszállították Kolozsvárról.
Az 1990-ben újjáalakult Erdélyi Múzeum-Egyesület visszaigényelte gyűjteményeit az Országos Restitúciós Bizottságtól, de a vagyon visszaszolgáltatása nem történt meg.

## Gyűjteményei

### Könyvtár
Alapításkor a könyvtár 15 439 könyvet tartalmazott, ennek mintegy egyharmada Kemény József gyűjteményéből származott; ez 1865-re 23 693-ra, 1869-re 28 134-re, 1889-re 46 720-ra, 1900-ra 61 308-ra, 1907-re 148 946-ra növekedett. A gyűjteményt kezdetben a Nemes–Bethlen-palotában helyezték el, de ez az 1860-as évek végére már szűknek bizonyult. 1871-ben a könyvtár kötelespéldány-jogot nyert, de ez a jog 1897-ben megszűnt. 1872-ben a kolozsvári tudományegyetem megalapításakor a Múzeum-Egyesület a könyvtárat (is) átadta használatra az egyetemnek. 1895-ben a könyvtár az egyetem új épületébe költözött át, de hamarosan újra helyhiánnyal küzdött. Az Egyetemi Könyvtár épületét, amely a múzeumi könyvtárnak is helyet adott, 1909. május 18-án adták át.
1949. júliusban a gyűjtemény leltára 339 521 könyvet, 712 régi magyar könyvet, 3200 kéziratos könyvet, 29 415 kötetnyi periodikát, valamint 3494 térképet tartalmazott.

#### Igazgatói
| Név             | Tisztségviselés ideje                    | Megjegyzés                                                                                    |
| --------------- | ---------------------------------------- | --------------------------------------------------------------------------------------------- |
| Szabó Károly    | 1859. november 25. – 1890. augusztus 31. |                                                                                               |
| Finály Henrik   |                                          | Szabó Károly halála után ideiglenes helyettesként                                             |
| Ferenczi Zoltán | 1891. július 2. – 1898. december 8.      |                                                                                               |
| Gyalui Farkas   | 1898. december 8. – 1899. szeptember 6.  | igazgatóhelyettes                                                                             |
| Erdélyi Pál     | 1899. szeptember 6. – 1919. január       | 1918. október 1-jén egy évi szabadságot vett ki, 1919. januárban beadta nyugdíjazási kérelmét |
| Gyalui Farkas   | 1919. január – 1920. vége                | megbízott igazgató                                                                            |

### Kézirattár
Az Egyetemi Könyvtárban elhelyezett, de attól elkülönülten kezelt kézirattár 1954–1955-ben mintegy 3500 tételt tartalmazott; ennek mintegy 1%-a román nyelvű illetve román vonatkozású.
Legrégebbi darabjai egy 14. századi Újszövetség, valamint egy szintén 14. századi csonka tízparancsolat-magyarázat. Tematikai bontásban a kéziratok között találhatóak filozófiai jellegűek, vallásos és egyházi jellegűek, történelmi forráskiadványok, szépirodalmi vonatkozásúak, jog- és államtudományi munkák, orvosi és természettudományi írások, illetve zenei és képzőművészeti vonatkozásúak.